# Tangara
Tangara là một chi chim trong họ Thraupidae.